# Allier (fiume)

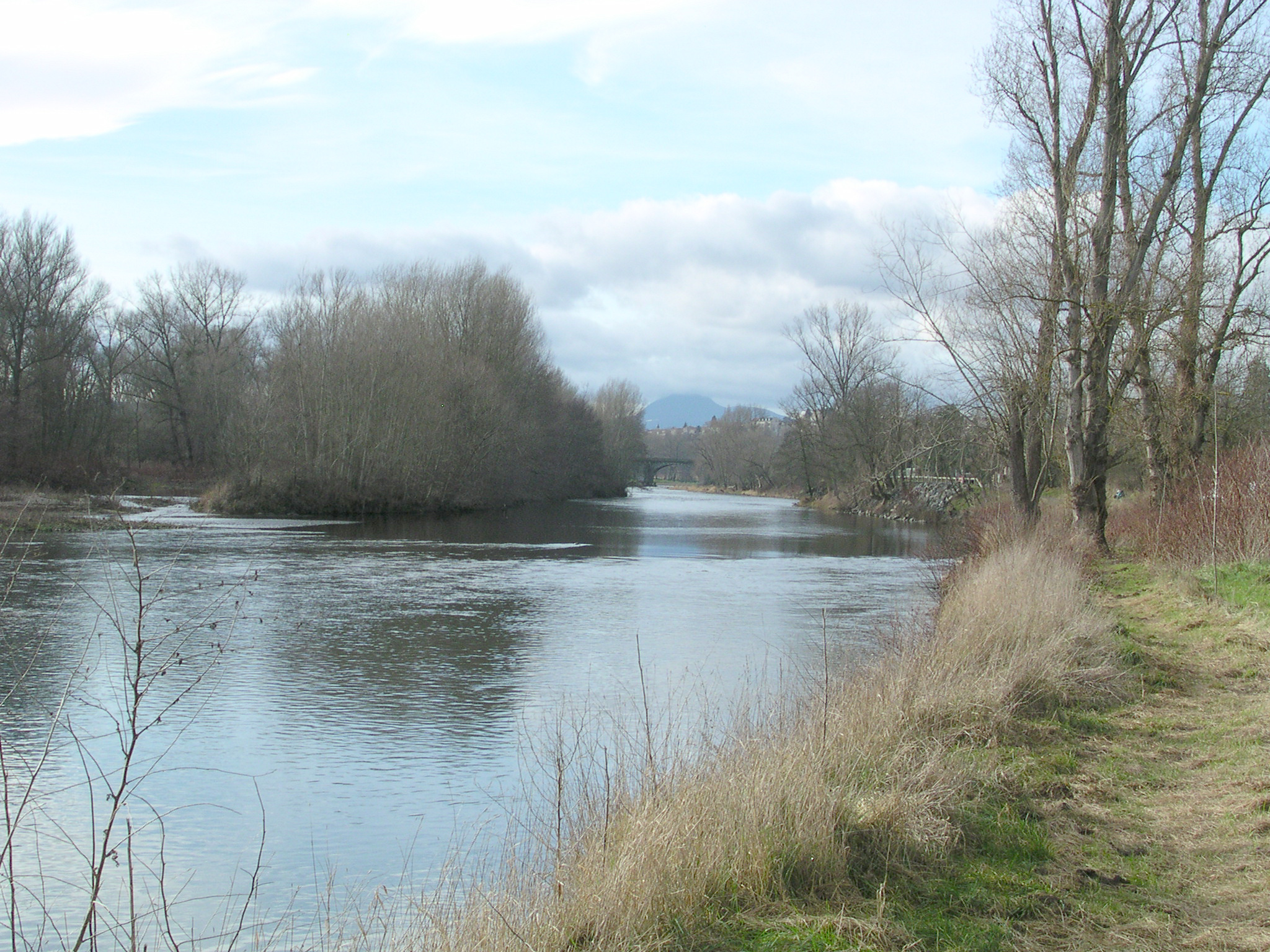
L'Allier presso Pont-du-Château nel Puy-de-Dôme

L'Allier (in occitano Alèir) è un fiume del centro della Francia, principale affluente della Loira per lunghezza, che ha dato il proprio nome al dipartimento dell'Allier.

## Etimologia
Anticamente Elaver, il nome viene dal ligure el (albero) + ar (fiume la cui valle è in forma di pianura), con il significato di fiume degli alberi, senza dubbio perché utilizzato nella fluitazione del legname.

## Dipartimenti e principali città attraversate
- Lozère: Langogne;
- Ardèche:  delimita la frontiera fra questo dipartimento e la Lozère;
- Alta Loira: Alleyras, Auzon, Brioude, Langeac, Lavoûte-Chilhac;
- Puy-de-Dôme: Brassac-les-Mines, Auzat-sur-Allier, Issoire, Coudes, Cournon-d'Auvergne, Pont-du-Château;
- Allier: Vichy, Varennes-sur-Allier, Moulins;
- Cher: confine di Cuffy;
- Nièvre: Marzy.

## Idrografia
Il fiume sorge nelle Cevenne sul Moure de la Gardille (1 423 m s.l.m.), in Lozère, e sfocia nella Loira a ovest della città di Nevers, presso il bec d'Allier, al confine tra i dipartimenti di Cher e Nièvre, dopo un percorso di 410 km. È uno dei pochi fiumi d'Europa ancora selvaggi e ospita una fauna unica, con particolare riguardo all'avifauna.

## Idrologia
Il regime idrologico dell'Allier è pluviale, sottomesso al clima oceanico. Si osserva in genere un massimo in febbraio (245 m³.s−1 di media mensile) e un minimo in agosto(circa 50 m³.s−1). In periodo di magra, la portata può scendere sotto i 20 m³.s−1 e passare i 2 000 m³.s−1 in piena. 
Le piene si formano al tempo dei lunghi eventi pluviali che si manifestano generalmente da novembre ad aprile, provenienti più frequentemente dall'Oceano Atlantico. Tuttavia, l'episodio proveniente dal mediterraneo del 6 dicembre 2003 ha anch'esso provocato una forte piena, forse la più forte del dopoguerra.

## Principali affluenti e subaffluenti
- il Langouyrou (riva sinistra)
- il Chapeauroux (riva sinistra)
  - il Grandrieu
  - la Clamouze
- l'Ance du Sud (riva sinistra)
  - il Panis
  - la Virlange
- la Seuge (riva sinistra)
- la Desges (riva sinistra)
- la Cronce (riva sinistra)
- la Senouire (riva destra)
  - il Doulon
  - la Lidenne
- l'Alagnon (riva sinistra)
  - il Lagnon

- - l'Allanche
  - l'Arcueil
  - l'Alagnonnette
  - la Sianne
- l'Auzon (riva destra)
- l'Eau Mère (riva destra)
  - la Chaméane
  - l'Ailloux
- la Couze d'Ardes (riva sinistra)
- la Couze Pavin (riva sinistra)
- la Couze Chambon (riva sinistra)
- la Veyre (riva sinistra)
  - la Monne
- l'Auzon (riva sinistra)

- il Joron (riva destra)
- la Morge (riva sinistra)
- il Buron (riva sinistra)
- la Dore (riva destra)
  - la Dolore
  - la Faye
  - il Couzon
  - la Durolle
- il Sarmon (riva sinistra)
- il Sichon (riva destra) 
  - il Jolan
- il Mourgon (riva destra)
- il Valençon (riva destra)
- l'Andelot (riva sinistra)
- la Sioule (riva sinistra)

- - il Sioulet
    - la Saunade

  - la Bouble
    - il Boublon
- il Luzeray (riva destra)
- la Queune (riva sinistra)
- la Burge (riva sinistra)
- la Bieudre (riva sinistra)

## Fauna

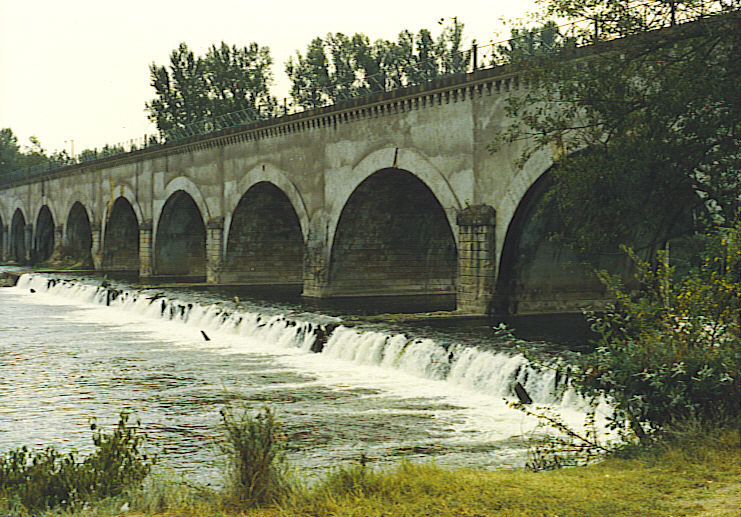
L'Allier con il ponte-canale di Le Guétin

Nutrie e castori sono alcune delle specie che si possono osservare sul fiume Allier. 
Particolarmente varia è la fauna ittica, che comprende trote, temoli, lucci.
Tuttavia, la presenza di moltissimi sbarramenti sulla Loira ha comportato la quasi totale sparizione del salmone di Allier per l'assenza o inidoneità delle scale per pesci, insieme ad una serie di fattori: calo della portata, distruzione dei luoghi di deposizione, calo del tasso dell'ossigeno disciolto, aumento della temperatura media.